# Lagrange (Territori de Belfort)
Anjoutey és un municipi francès, es troba al departament del Territori de Belfort i a la regió de Borgonya - Franc Comtat. L'any 2006 tenia 98 habitants.

## Demografia
| 1946 | 1962 | 1968 | 1975 | 1982 | 1990 | 1999 | 2006 |
| ---- | ---- | ---- | ---- | ---- | ---- | ---- | ---- |
| 31   | 34   | 26   | 35   | 56   | 94   | 101  | 98   |